# Kirchberg, Sankt Gallen
Kirchberg är en ort och kommun i distriktet Toggenburg i kantonen Sankt Gallen, Schweiz. Kommunen har 9 755 invånare (2023).
De fem största byarna i kommunen är Bazenheid, Kirchberg, Gähwil, Dietschwil och Müselbach.